# Hormoaning
Hormoaning ist eine EP der US-amerikanischen Rockband Nirvana. Sie wurde am 5. Februar 1992 über das Label Geffen Records ausschließlich in Australien und Japan veröffentlicht.

## Inhalt
Vier der auf der EP enthaltenen Lieder sind Coverversionen von Songs anderer Künstler. So stammt Turnaround von der New-Wave-Band Devo, während D-7 ein Cover von der Punkband Wipers ist. Die Stücke Son of a Gun und Molly’s Lips stammen im Original von der britischen Rockband The Vaselines. Die vier Songs wurden bei einer Session mit dem britischen DJ John Peel am 21. Oktober 1990 aufgenommen. Die anderen beiden Tracks Aneurysm und Even in His Youth wurden zuvor als B-Seiten auf der Single zu Smells Like Teen Spirit veröffentlicht.
Die Lieder Turnaround, Aneurysm, Son of a Gun und Molly’s Lips erschienen wenig später auch auf der Kompilation Incesticide.

## Produktion
Die EP wurde von den Musikproduzenten Dale Griffin und Craig Montgomery produziert.

## Covergestaltung
Das EP-Cover der australischen Version zeigt die drei Bandmitglieder, die in und auf einer Badewanne sitzen bzw. stehen und den Betrachter ansehen. Links oben befinden sich die Schriftzüge Nirvana in Rot und Hormoaning in Blau, während rechts unten die Anmerkung Exclusive Australian ’92 Tour EP in Schwarz steht. Das Cover der japanischen Version zieren die dunkelblauen Schriftzüge Nirvana und Hormoaning auf hellblauem, an das Cover von Nevermind erinnerndem Hintergrund. Weil die EP nur in Japan und Neuseeland erschien, ist sie eine der meistgefälschten Werke der Band.

## Titelliste
1. Turnaround (Casale, Mothersbaugh) – 2:21
2. Aneurysm (Cobain, Grohl, Novoselic) – 4:50
3. D-7 (Sage) – 3:48
4. Son of a Gun (Kelly, McKee) – 2:50
5. Even in His Youth (Cobain, Grohl, Novoselic) – 3:07
6. Molly’s Lips (Kelly, McKee) – 1:53

## Chartplatzierungen
Die EP stieg am 9. Februar 1992 auf Platz 2 in die australischen Albumcharts ein und konnte sich vier Wochen in den Charts halten. In Japan erreichte die EP Rang 67.